# Parlementsgebouw (Bern)
Het Parlementsgebouw van Bern of het Federaal Paleis (Duits: Bundeshaus, Frans: Palais fédéral, Italiaans: Palazzo federale, Reto-Romaans: Chasa federala; Latijn: Curia Confoederationis Helveticae) is het federale parlementsgebouw in Bern in Zwitserland. Het is de zetel van de twee kamers van de Zwitserse Bondsvergadering, namelijk de Nationale Raad en de Kantonsraad. Het is tevens de zetel van de Bondsraad, de Zwitserse federale regering.

## Ontwerp
Het gebouw is ontworpen door de architect Hans Auer en werd geopend op 1 april 1902. De totale kosten bedroegen circa 7.198.000 Zwitserse frank.

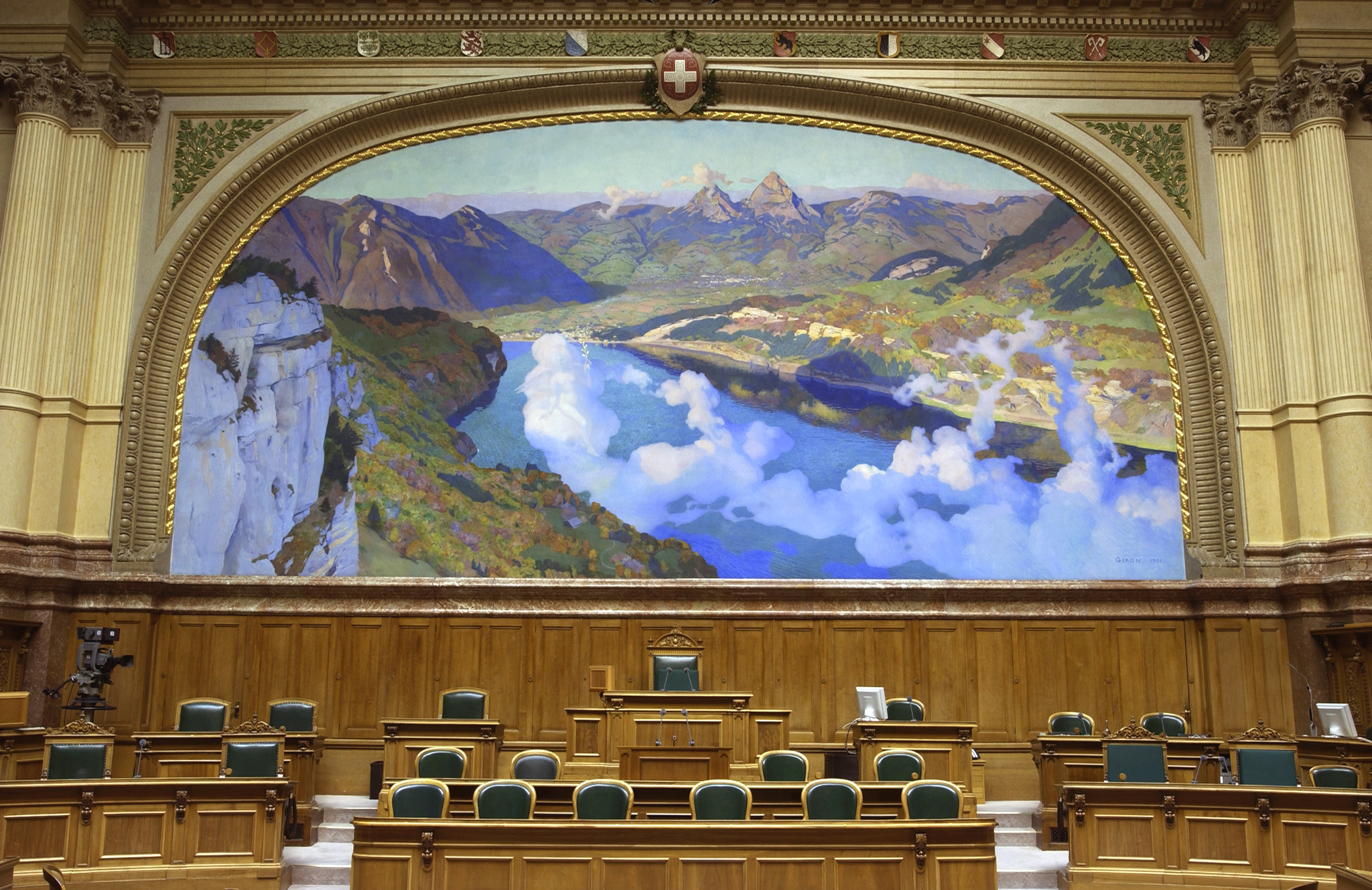
Le berceau de la confédération, 1901, Charles Giron.

Het grote schilderij in de plenaire vergaderzaal van de Nationale Raad heet Le berceau de la confédération (De wieg van de confederatie), dateert van 1901 en is naar de hand van de Zwitserse kunstschilder Charles Giron. Het toont de oevers van het Vierwoudstrekenmeer nabij Grütli, waar in 1291 Arnold von Melchtal, Walter Fürst en Werner Stauffacher de Rütlischwur zouden hebben gezworen. De Rütlischwur is een van de stichtingsmythes van Zwitserland. Wie goed kijkt, ziet in de wolken een vrouwelijk figuur opduiken, dat een symbool is van vrede.
Van deze drie historische figuren staat er in de centrale inkomhal van het gebouw overigens een standbeeld. Het beeld heet Les trois Confédérés (De drie Geconfedereerden), dateert van 1914 en werd vervaardigd door James Vibert.

## Koepel
De koepel heeft een hoogte van 64 meter. Deze is versierd met de wapenschilden van de verschillende kantons en centraal de Zwitserse vlag en het Zwitserse devies Unus pro omnibus, omnes pro uno (Een voor allen en allen voor een.).

## Galerij

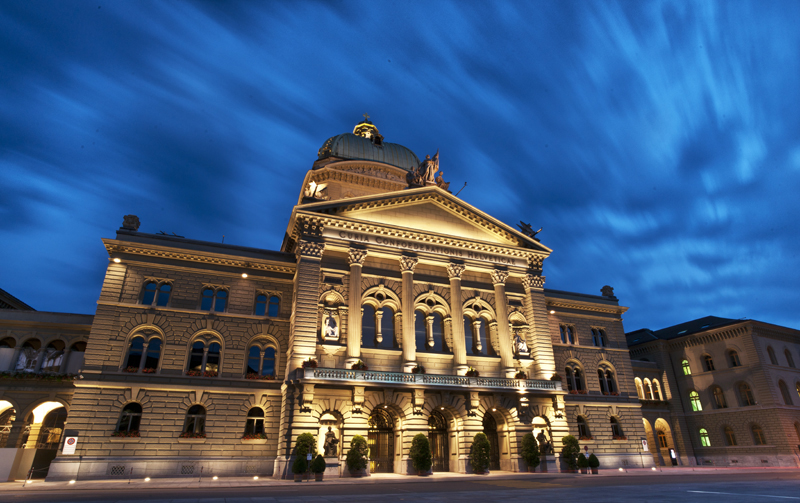
Het Federaal Paleis.
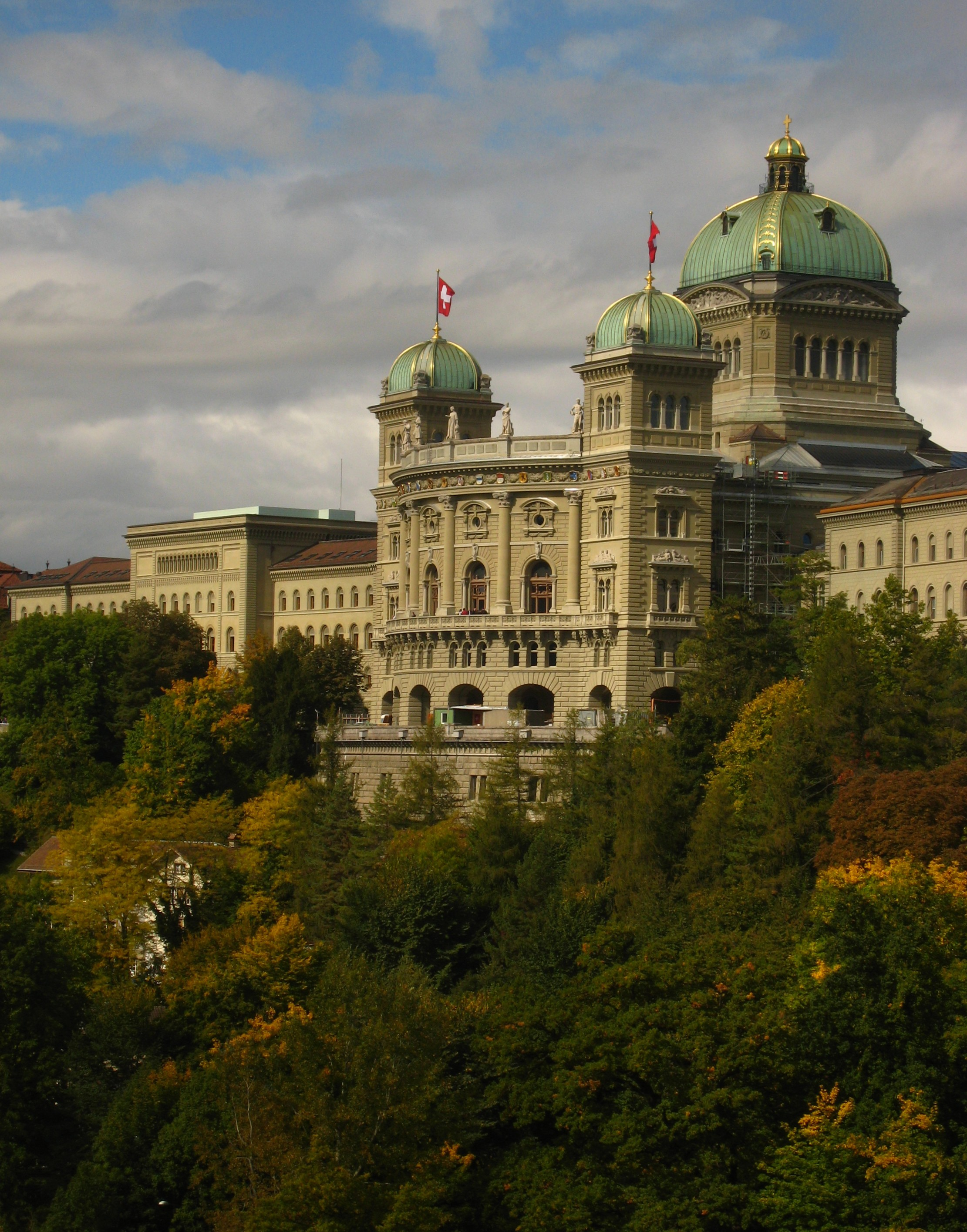
De zuidelijke gevel.
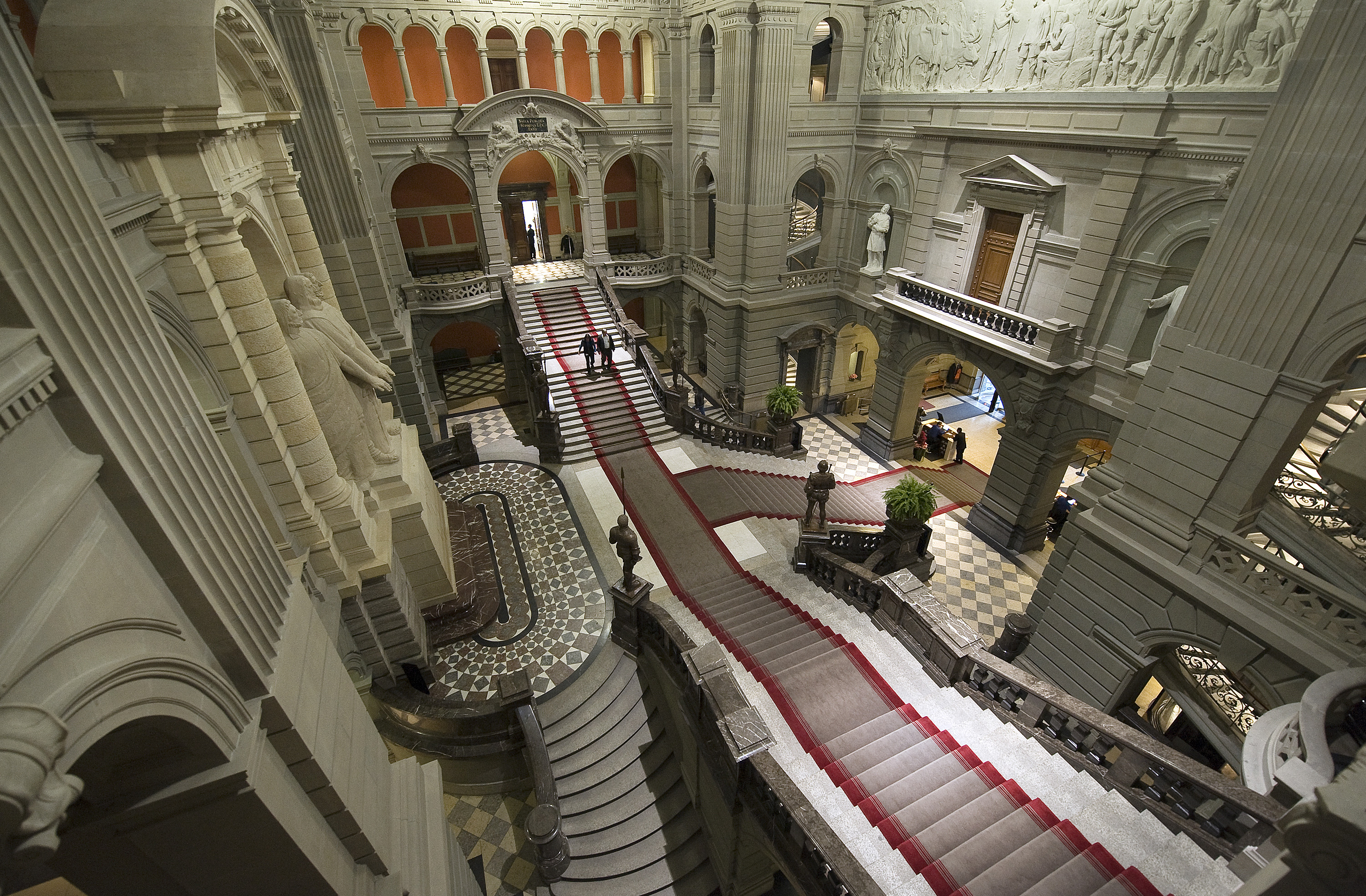
De centrale inkomhal.
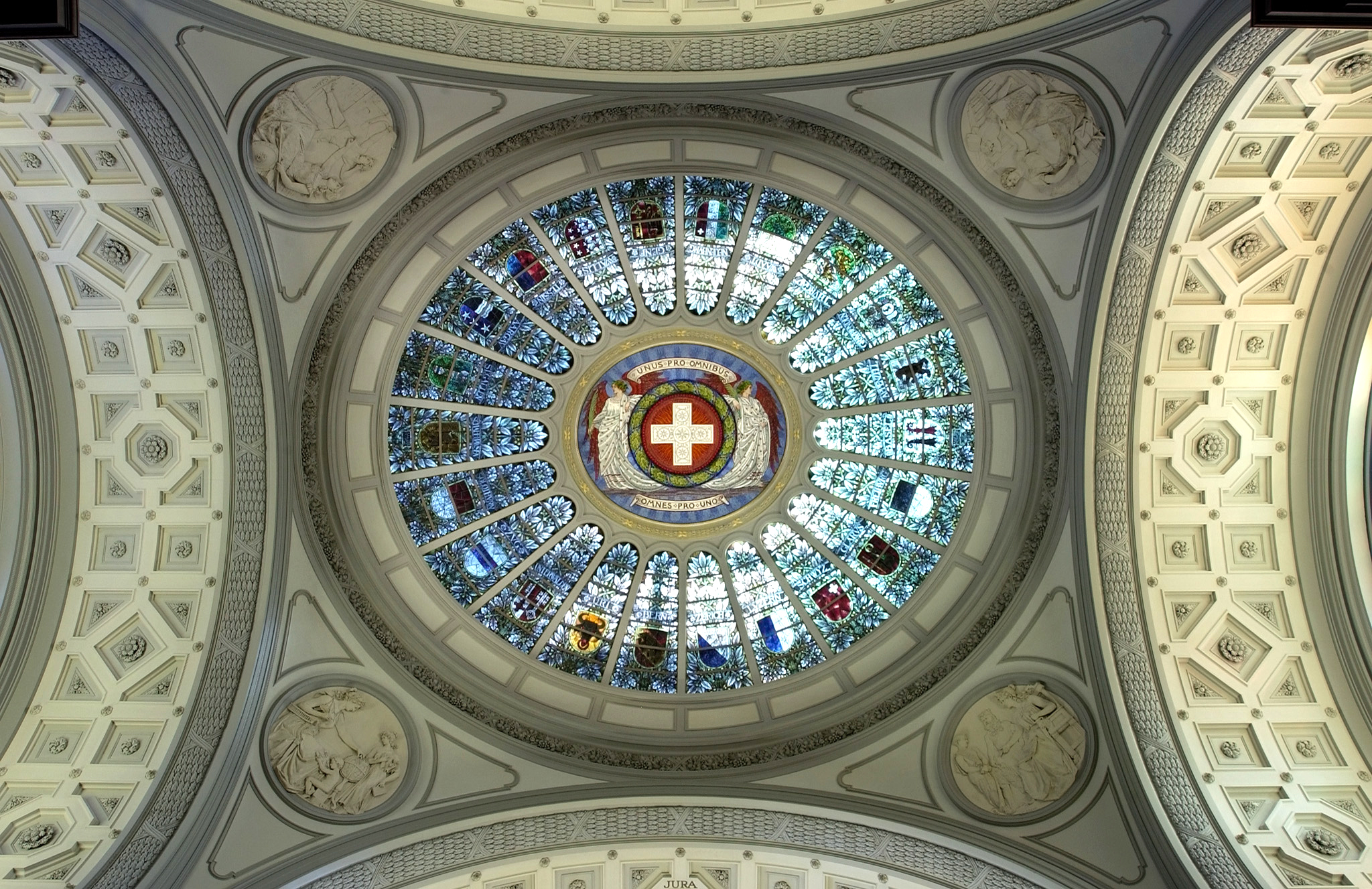
De koepel.
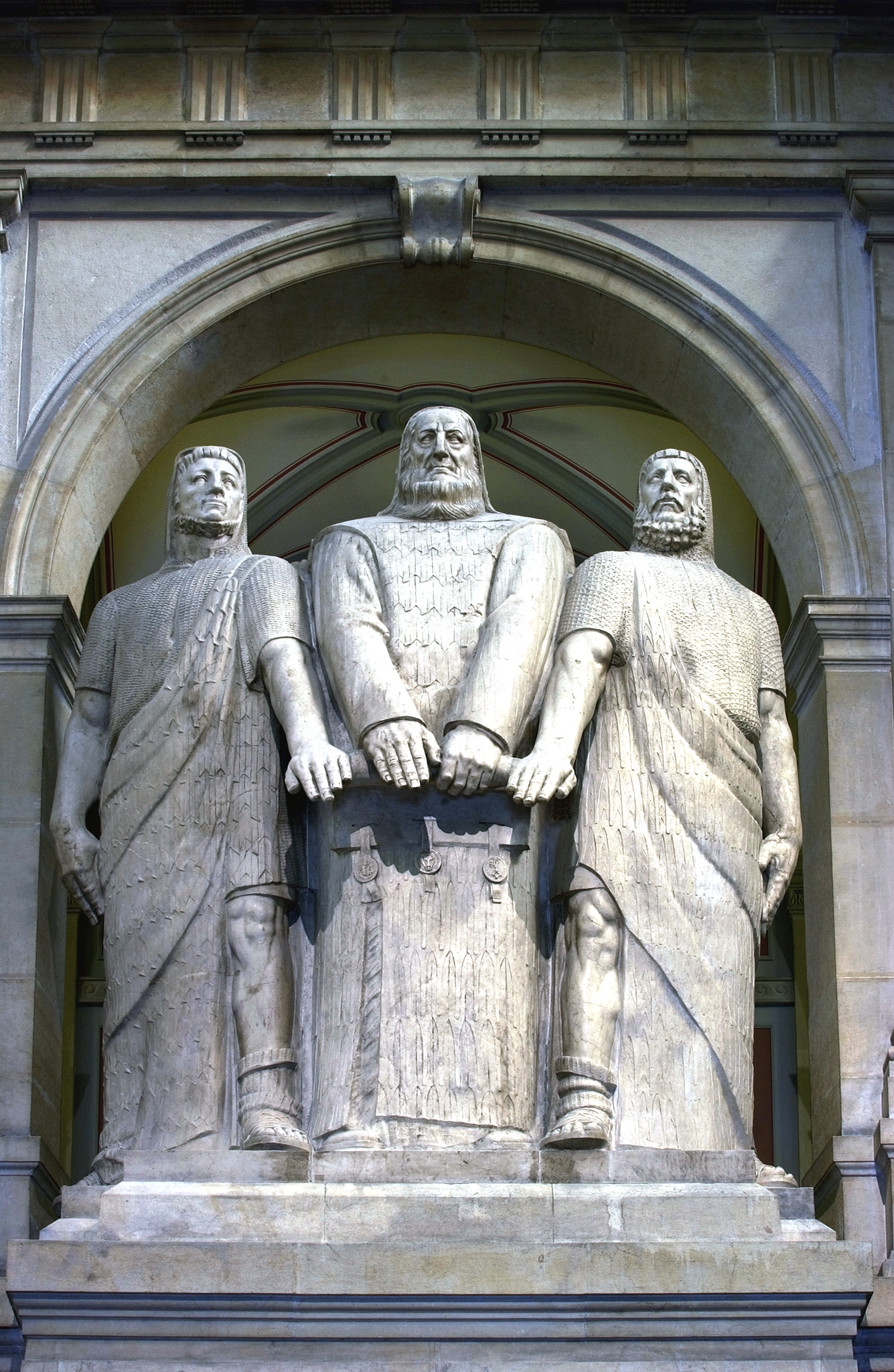
James Vibert, Les trois Confédérés (1914). Geeft de Rütlischwur weer, de eed door Arnold von Melchtal, Walter Fürst en Werner Stauffacher uit 1291.
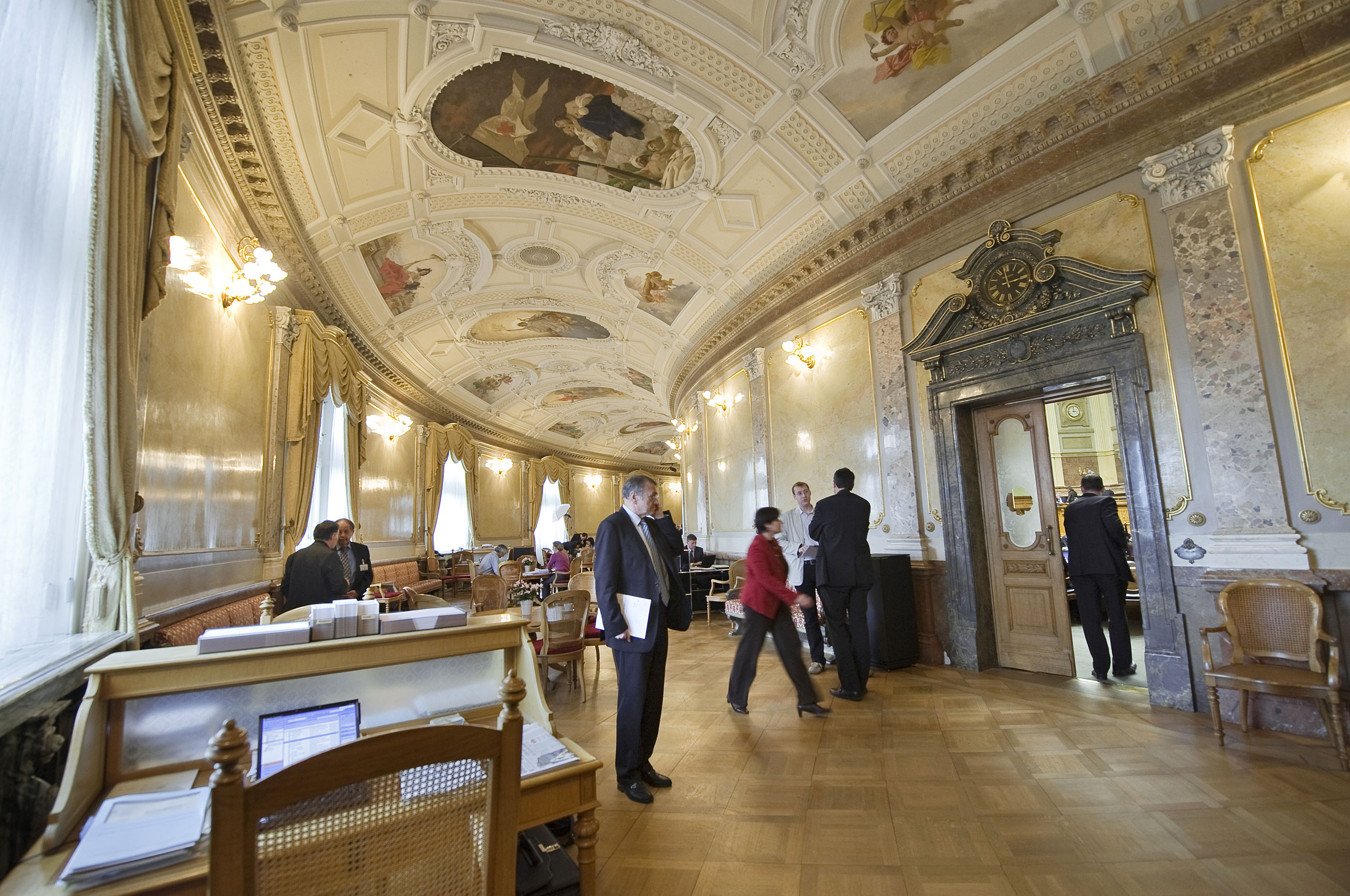
De wandelgang (salle des pas perdus).
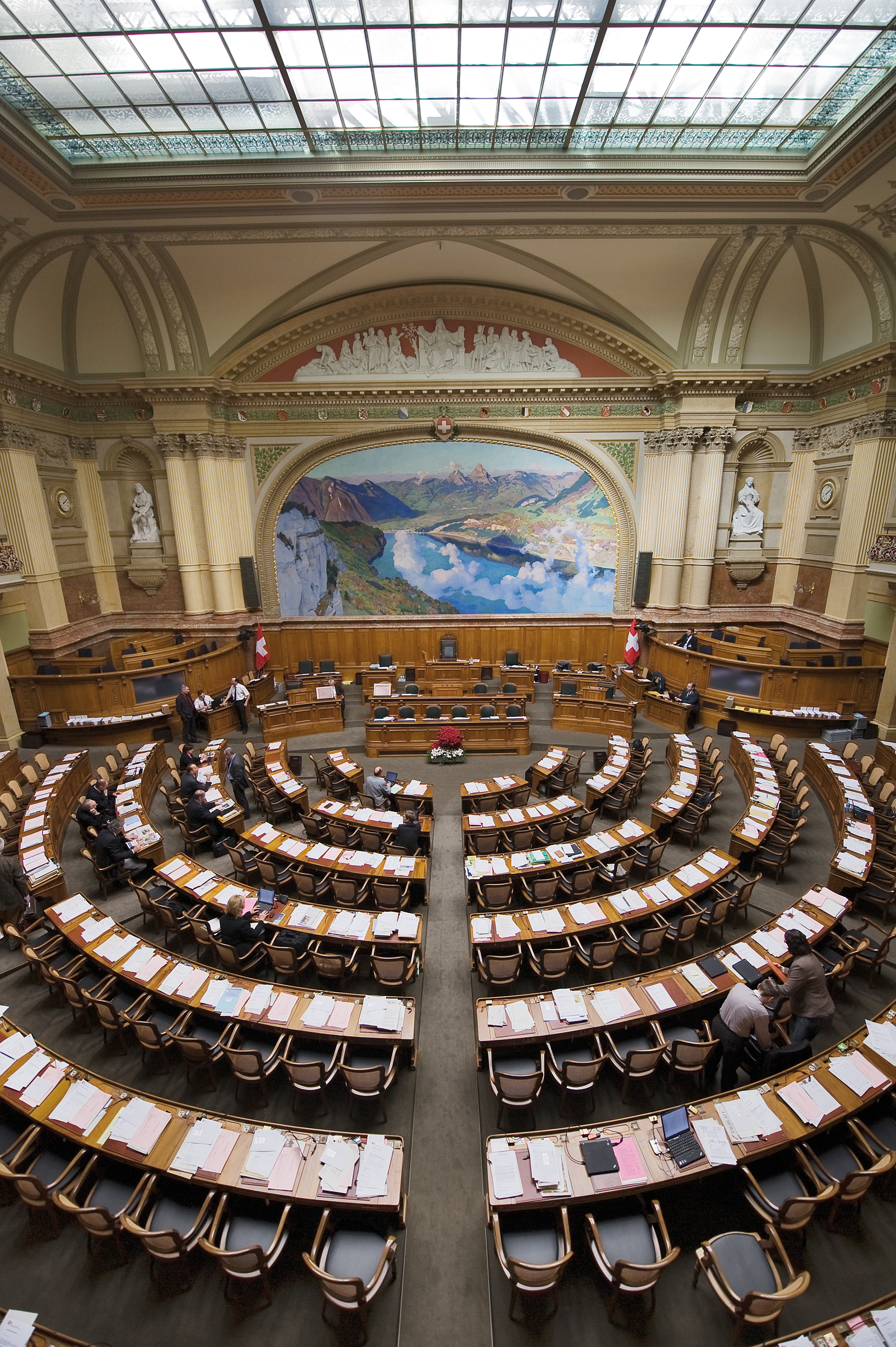
De plenaire zaal van de Nationale Raad.
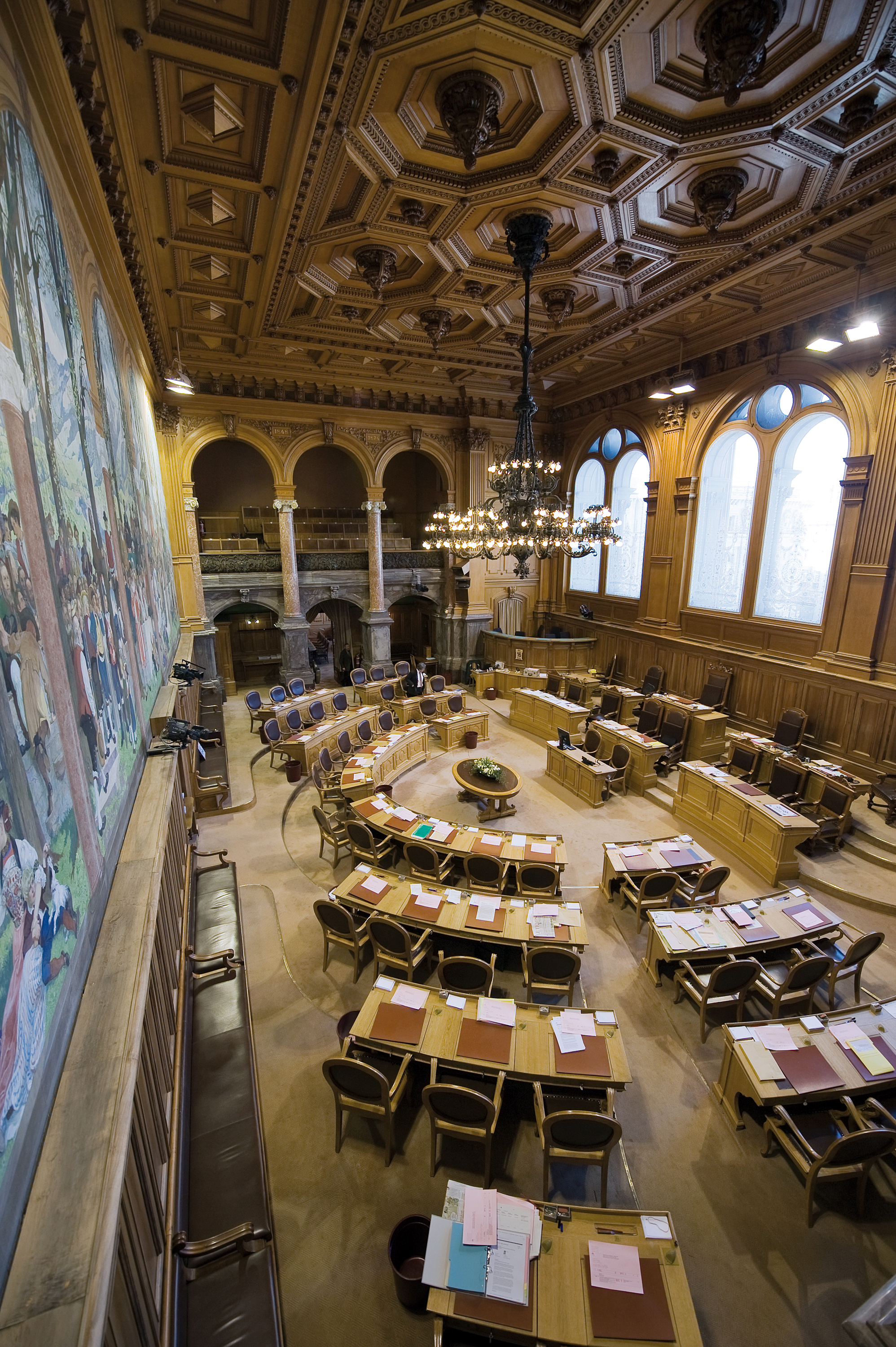
De plenaire zaal van de Kantonsraad.